# Bric-Brac
Bric - Brac este un film românesc din 2008 regizat de Gabriel Achim. Rolurile principale au fost interpretate de actorii Paul Ipate, Ioana Blaj, Gabriel Achim.

## Distribuție
Distribuția filmului este alcătuită din:
- Paul Ipate — Paul
- Gabriel Achim — regizorul
- Ioana Blaj — Gabi